# Francesca Blasoni
Francesca Blasoni (31 gennaio 1996) è una calciatrice italiana, centrocampista dell'Arezzo.

## Carriera
Francesca Blasoni si appassiona al calcio fin da tenera età, seguendo il padre nella formazione Primi calci del Bearzi, società che accompagnerà la prima parte della sua carriera.
Passata al Graphistudio Pordenone, gioca nelle sue formazioni giovanili nel Campionato Primavera, trovando spazio per essere inserita in rosa con la prima squadra che milita in Serie A2. Deve però aspettare la stagione 2013-2014 prima del debutto in campionato, in rosa pur non titolare con la squadra che è iscritta alla Serie A, dove scende in campo dalla prima giornata. Con le compagne condivide in quella stagione un'agevole salvezza e il miglior risultato mai ottenuto dalla società, il settimo posto in classifica, rimanendo anche la successiva, quella ben più impegnativa e che termina con la retrocessione del Pordenone in Serie B. Durante il periodo con la maglia neroverde arrivano due convocazioni agli stage delle nazionali giovanili, nel 2012 con l'Under-17 e due anni più tardi con l'Under-19, senza tuttavia concretizzarsi.
Durante il calciomercato estivo 2015 trova un accordo con il Graphistudio Tavagnacco per affrontare la stagione entrante in Serie A, dove ha anche l'occasione per segnare la sua prima rete in carriera in un campionato non giovanile, siglando al 91' il gol del definitivo 4-0 con cui il 30 aprile 2016, alla 19ª giornata, il Tavagnacco si impone in casa delle avversarie della Riviera di Romagna. L'esperienza al Tavagnacco dura tuttavia una sola stagione, e al termine del campionato Blasoni lascia la società con un tabellino personale di 12 presenze e una rete siglata.
Durante il 2016 trova un accordo con l'Udinese, neopromossa in Serie B, dove debutta nella seconda parte della stagione.
Nell'estate 2018 è tornata al Tavagnacco rimanendo due stagioni e mezzo fino alla sessione di calciomercato dell'inverno 2020, decidendo di trasferirsi alla Torres nel gennaio 2021 e rinnovando il contratto per un'altra stagione dopo aver contribuito alla promozione in Serie B della squadra sassarese.
Nell'estate 2023, rimasta svincolata dalla Torres che aveva rinunciato all'iscrizione al campionato di Serie B, si è trasferita all'Arezzo, rimanendo a giocare nella seconda serie nazionale.